# مارکو ریسی
مارکو ریسی (ایتالیایی: Marco Risi؛ زادهٔ ۴ ژوئن ۱۹۵۱) یک فیلم‌نامه‌نویس، تهیه‌کننده فیلم، و کارگردان اهل ایتالیا است.
از فیلم‌هایی که وی در آن‌ها نقش داشته‌است، می‌توان به پدر عزیز، عشق در نگاه اول، تا ابد مری، پسران حاشیه‌نشین، ریمینی ریمینی، من خوش‌عکسم و کاپوت موندی اشاره نمود.